# Allium pruinatum
Allium pruinatum är en amaryllisväxtart som beskrevs av Heinrich Friedrich Link och Spreng.. Allium pruinatum ingår i släktet lökar, och familjen amaryllisväxter. IUCN kategoriserar arten globalt som otillräckligt studerad. Inga underarter finns listade i Catalogue of Life.